# Stigma (Goffman)
Stigma je publikace vycházející z analýzy autobiografií a případových studií, ve které americký sociolog Erving Goffman pojednává o vztazích mezi stigmatizovanými jedinci a „normálními“ lidmi. Zabývá se problematikou veřejného charakteru sociálního stigmatu, jeho dopadem na identitu člověka a způsobem, jakým je s ním ve společnosti nakládáno. Řeší zapojení stigmatizovaných do společnosti, nahlížení na sebe navzájem a strategie, které používají lidé ve společné interakci.

## Stigma a stigmatizace
Lidé si ve styku s ostatními vytvářejí určité kategorie a s nimi spojené atributy, které jim umožňují hladší komunikaci. Vytváří si o lidech jakousi virtuální sociální identitu (jaký dotyčný asi je podle jeho vzezření, chování, vyjadřování atp.). Silně diskreditující atribut Goffman nazývá pojmem stigma (někdy bývá označováno i jako selhání, nedostatek nebo handicap). Co je stigmatem pro jednoho člověka, nemusí být stigmatem pro druhého. Stigma může být zjevné (např. tělesné znetvoření) či skryté (např. negramotnost). Naproti tomu Anthony Giddens vyjadřuje stigma jednoduše jako jakoukoliv fyzickou nebo sociální vlastnost, která je považována za zdroj hanby.
Stigmatizací pak Goffman rozumí apriorní negativní hodnocení člověka, většinou generalizované na celou jeho osobnost.

## Stigmatizovaný jedinec a jeho okolí
Stigmatizovaný přijímá měřítka širší společnosti. Často pak usiluje o přímou změnu, aby byl vnímán jako normální člověk. Existují dvě kategorie soucítících lidí, kteří stigmatizovaného přijímají a sdílejí s ním pocit jeho normálnosti. První skupinu tvoří našinci, tedy lidé se stejným stigmatem. Do druhé patří lidé tzv. zasvěcení, osoby normální, ale obeznámené se stigmatem a soucítící (fyzioterapeuti, sestry, rodina stigmatizovaného).

## Morální kariéra – socializace stigmatizovaných
U stigmatizovaných osob dochází k proměně v pojetí sebe samých. V první fázi socializace si jedinec osvojuje názory širší veřejnosti na různá stigmata, ve druhé fázi si uvědomuje, že má sám nějaké stigma.
Morální kariéra znamená, že stigmatizovaní jedinci procházejí určitým vývojem chápání vlastního já. Obvykle mají podobné zkušenosti a zakoušejí podobnou proměnu sebe samých. Goffman vyjmenovává tři typické socializační vzorce, které probíhají v životě stigmatizovaného:
1. Osoby s vrozeným stigmatem – zároveň se socializací zjišťují, že jsou odlišní
2. Osoby v izolaci – žijí pod ochranou (často rodiny) v přesvědčení, že jsou „normální“, později dochází k prohlédnutí a uvědomění si svého stigmatu
3. Osoby se stigmatem získaným v pozdějším věku – vede k znovuhledání identity (Kdo vlastně jsem?)

Goffmanova koncepce má dvě roviny. Vztahuje se jak k vnitřním záležitostem člověka (k jeho sebepředstavě a identitě), ale vypovídá i o jeho vnějším světě (jako je jeho oficiální postavení, právní vztahy nebo životní styl). Koncept kariéry tak umožňuje sledovat pohyb po privátní i veřejné linii.

## Goffmanova deviace
Podle interakcionistického přístupu, mezi který můžeme zařadit i E. Goffmana, je deviantem ten, kdo byl úspěšně vykreslen jako deviant a jemuž byla tato nálepka úspěšně přidělena ve smyslu morálního odsudku.
Označení jako „normální“, odchylný či deviant jsou podle Goffmana nejednoznačná slova, která je obtížné definovat a jejich nadužívání je nám na překážku. Každý jsme v určitém ohledu odchylní a jedinci označení jako devianti, mají daleko více odlišností než společných rysů. Goffman je přesvědčen, že to, co devianty spojuje především, je jen fakt jejich označení. Označení za normálního či devianta se podle Goffmana netýká osob samých, ale spíše perspektiv, z jakých jsou posuzovány. Deviantní status je podle něho sociálně konstruovaný.
Můžeme říci, že autoři jako Lemert, Becker a Goffman stojí na straně deviantů a snaží se o rozšíření termínu normalita.

## Kritika a reakce na Goffmanovu práci
Bruce G. Link a Jo C. Phelan (2001) kritizují přístup sociálních vědců, kteří většinou nepatří mezi stigmatizované, které zkoumají, a problematiku nahlížejí pouze z pohledu svých teorií a ne opravdové životní zkušenosti lidí. Dochází tak k nepochopení zkušeností stigmatizované osoby a přetrvávání nepodložených předpokladů. Dále bývá kritizována i skutečnost, že výzkum stigmatu je příliš individualisticky zaměřený.
Link a Phelan se ve svém článku Conceptualizing Stigma znovu obrací k základům problematiky a konceptualizaci tohoto pojmu. V jejich pojetí je stigma složeno ze čtyř provázaných komponent. Uvádějí, že drtivá většina lidských rozdílů je ignorována a tudíž sociálně relevantní. Velikost či barva uší nemá ve většině situací velký význam, ale barva kůže, sexuální preference nebo IQ roli hraje. Záleží tedy v prvé řadě na tom, které rozdíly jsou považovány za společensky relevantní.
Druhou složku stigmatu tvoří negativní vlastnosti, které lidé s rozdíly spojují. Pro mnoho lidí je kupříkladu označení „duševně nemocný“ spojené se stereotypními představami o nebezpečnosti či nesamostatnosti osoby. Takové předsudky v důsledku vedou k sociální distanci od těchto osob.
Třetí rys stigmatu vyjadřuje rozdělení na opoziční skupiny „MY“ a „ONI“, které v nás sociální štítky evokují. Stigmatizovaní jsou jiní lidé, odlišují se od nás. Patrné je to na označení různých nemocí. Člověk má rakovinu, srdeční chorobu nebo chřipku, je tedy jedním z nás, pouze je sužován vážnou nemocí. Ale člověka s duševním onemocněním označíme, že „je schizofrenní“, je to epileptik atd.
Z vyjmenovaných rysů vyplývá čtvrtá složka stigmatu, kterou můžeme označit pojmy ztráta a diskriminace. Stigma jedince může být důvodem pro odmítnutí a diskriminaci z různých sfér jeho života. Stigmatizovaný člověk se musí zapojit do některých zjevných forem diskriminace zaměřené na osoby s jeho statusem (např. ústavní léčba), je zamítnuta jeho žádost o zaměstnání, k pronájmu bytu atd. Tyto situace se podle výzkumů a různých experimentů pravidelně objevují v životě lidí, kteří jsou stigmatizováni. Diskriminace může ale nabývat i jemnějších forem, které jsou méně viditelné. Lidé vytvářejí představy o duševní nemoci již v raném věku jako součást jejich socializace. Formují a učí se jakési „laické teorie“ o tom, co to znamená mít duševní nemoc. Z těchto představ vychází následně očekávání, zda tyto jedince odmítat jako přátele, zaměstnance nebo intimní partnery a jestli je jejich status spojen s menší důvěryhodností, inteligencí či kompetentností. Stigmatizovaní se pak mohou domnívat, že se toto odmítnutí týká jen jich osobně, a mít vážné negativní důsledky. Jednají méně sebejistě, více defenzivně, nebo se vyhýbají kontaktu úplně.
Stigma jedince má vliv i na jeho kariéru, výdělky, sociální vazby, bydlení, zdraví nebo jednoduše život jako takový. Co autorům článku Conceptualizing Stigma vadí, je, že většina výzkumů o stigmatizaci je problematická v tom ohledu, že zkoumá stigma spojené s jednou okolností v určitém čase (vliv obezity na sebevědomí, vztah rasy a výdělku atd.) Nicméně do vztahu je nutné zahrnout mnoho faktorů, které také výsledek ovlivňují. Bruce G. Link a Jo C. Phelan propagují další výzkumy z oblasti stigmatizace, zejména v oblasti zdravotních následků stigmatu. Výzkum je zapotřebí, abychom mohli komplexně posoudit nejen tuto problematiku, ale také intervenční programy, které u stigmatizovaných uplatňujeme.

## Další výzkumy stigmatu
Goffmanova kniha inspirovala mnoho výzkumů v oblasti stigmatu, jeho původu i důsledcích. Bruce G. Link a Jo C. Phelan rozvíjí teoretické zázemí a hovoří o individuální stigmatizaci, samostigmatizaci a strukturální stigmatizaci, kterou trpí označované osoby. Jedinec je tedy vystaven negativnímu přijímání nejen druhých lidí, ale mění se a znehodnocuje jeho vlastní náhled na svou osobnost a navíc na něho přímo či nepřímo uplatňují diskriminaci i širší společenské struktury. Autoři rozvinuli a prohloubili znalosti stigmatizovaných především v oblasti teoretické.
Vágnerová, Hadj-Moussová a Štech v knize Psychologie handicapu rozvádějí myšlenku, že i postižení, zejména lidé s vrozeným handicapem očekávají od okolí vyhýbavý postoj. U postižených se také mohou vytvářet určité postojové stereotypy (např. pocit ukřivděnosti a podezíravosti), bez ohledu na to, jestli jsou momentálně oprávněné či nikoliv. Problém také vidí v literárních dílech (přeneseně bychom mohli hovořit o médiích jako takových), která posilují laické představy o postižených. Jejich handicap je v nich vyrovnáván jinými schopnostmi (extrémní výsledky v různých oblastech či nadpřirozené schopnosti). Sami postižení pak tyto mýty přijímají a snaží se s nimi vyrovnat, což může vést k dalším problémům ve společnosti a pocitu méněcennosti.
Mnoho následných výzkumů z oblasti stigmatizovaných se úzce specializuje na konkrétní druh stigmatu a skupinu postižených. A. Alonzo a N. Reynolds (1995) například ve své práci analyzují stigma u HIV pozitivních homosexuálních mužů. Na základě svých výsledků definují čtyři stádia stigmatu, se kterými se můžeme setkat u stigmatizovaného v průběhu jeho onemocnění. Stigma je podle autorů spojeno s mocí, jež posiluje sociálně konstruované normy, které říkají, co je a co není deviantní. Stigmatizovaní lidé často tyto normy internalizují a současně se od nich distancují.
Juhila Kirshi (2004) zkoumala stigma ve spojitosti s obyvateli azylových domů. Zabývala se procesem vzniku stereotypů ve společnosti, získáním stigmatizované identity a následné práce s ní u označených jedinců. Obyvatelé těchto domovů podle jejích závěrů vnucenou nálepku „bezdomovec“ se všemi negativními vlastnostmi, které se k ní automaticky pojí, odmítají a snaží se od stigmatu distancovat. Výsledky její studie také dokazují, jak velkou roli hrají dominantní kategorizace sdílené ve společnosti při označování lidí.